# Adolf Reinach
Adolf Bernhard Philipp Reinach (Mainz , 23 december 1883  - Diksmuide,  16 november 1917) was een Duits filosoof, fenomenoloog (van de stroming van de Münchense fenomenologie) en rechtstheoreticus.

## Leven en werken
Adolf Reinach bezocht het Ostergymnasium in Mainz (waar hij een interesse in Plato ontwikkelde) en studeerde aan de Universiteit van München in 1901 waar hij zich vooral bezighield met psychologie en filosofie onder begeleiding van Theodor Lipps. In de kring van studenten rondom Lipps kwam hij in contact met Moritz Geiger, Otto Selz, Aloys Fischer en vooral Johannes Daubert. Vanaf 1903/4 was hij in toenemende mate bezig met de werken van Edmund Husserl, vooral zijn Logische Untersuchungen (Logische Onderzoekingen).
In 1904 verkreeg Reinach zijn doctorstitel in filosofie met zijn werk Über den Ursachenbegriff im geltenden Strafrecht (Over het oorzakelijkheidsbegrip in het strafrecht). In 1905 was hij nog steeds van plan om zijn onderzoek in München voort te zetten (waar hij intussen ook bevriend was geraakt met Alexander Pfänder), om een titel in de rechten te verkrijgen, maar besloot toen toch om bij Husserl in Göttingen te gaan studeren. In die periode hadden meerdere studenten, onder aansporing van Daubert een geïnspireerd door Husserls werken, de overstap naar Göttingen gemaakt (dit wordt ook wel de Münchense invasie van Göttingen genoemd). 
Later in 1905 ging Reinach terug naar München om zijn studie rechten te voltooien en zette deze in 1906-1907 voort in Tübingen. Hij volgde meerdere colleges en seminars over strafrecht met de rechtstheoreticus Ernst Beling, waar hij danig onder de indruk van was en aan wie hij veel inspiratie voor zijn latere werken te danken heeft. In de zomer van 1907 deed hij het Eerste Staatsexamen in de Rechten, maar ging ook naar Göttingen om de filosofische discussies in de kring rond Husserl bij te wonen.
Dankzij de steun van Husserl, kon Reinach zijn habilitatie voor universitair onderwijs in Göttingen verkrijgen in 1909. Uit zijn colleges en onderzoek in die periode kunnen we aflezen dat hij ook beïnvloed werd door Anton Marty en Johannes Daubert, maar vooral en voornamelijk uiteraard door  Husserl. Op zijn beurt oefende Reinach een zekere invloed uit op de volgende generatie fenomenologen, zoals Wilhelm Schapp, Dietrich von Hildebrand, Alexandre Koyré en Edith Stein. Naast inleidingen in de fenomenologie, gaf hij colleges over Plato en Immanuel Kant.
Gedurende deze periode, ondernam Husserl een uitgebreide herwerking van zijn hoofdwerk, de Logische Onderzoekingen, en riep Reinachs hulp hierbij aan. Bovendien, in 1912 stichtten Reinach, Moritz Geiger en Alexander Pfänder het beroemde Jahrbuch für Philosophie und phänomenologische Forschung (Jaarboek voor filosofie en fenomenologisch onderzoek), met Husserl als hoofdredacteur.
14 Sept. 2012 trouwde hij met Anna Reinach-Stettenheimer (1884-1953)
Naast zijn werk in de fenomenologie en de filosofie in het algemeen wordt aan Reinach een systematische uitwerking van een theorie van taalhandelingen toegeschreven, ruim vijftig jaar voor het werk van John L. Austin en John Searle op dit gebied. Reinachs werk: Die apriorischen Grundlagen des bürgerlichen  Rechtes (De apriorische grondslagen van het burgerrecht) bevat een systematische behandeling van sociale handelingen, incluis "performative utterances". Reinachs onderzoek was voornamelijk gebaseerd op Husserls analyse van betekenis en taal in de Logische Onderzoekingen, maar ook op Dauberts kritiek daarop. Pfänder was eveneens bezig met onderzoek over de aard van bevelen, beloftes, etc. in dezelfde periode.
Na het verschijnen van Husserls "Ideen" in 1913 in het eerste volume van het "Jaarboek", namen veel fenomenologen een kritische houding aan ten aanzien van zijn nieuwe theorieën en zo ontstond feitelijk de stroming van de realistische Münchense fenomenologie. Reinach, Daubert en vele anderen kozen ervoor om dichter bij Husserls eerdere positie van de Logische Onderzoekingen te blijven, in plaats van hem te volgen op het pad van het idealisme van de transcendentale fenomenologie.
Bij het uitbreken van de Eerste Wereldoorlog ging Reinach als vrijwillige in het leger. Na vele veldslagen te hebben gestreden en het IJzeren Kruis te hebben ontvangen, viel Reinach voor Diksmuide in Vlaanderen op 16 november 1917.

## Werken
- Über den Ursachenbegriff im geltenden Strafrecht Leipzig: J. A. Barth 1905.
- "William James und der Pragmatismus," in Welt und Wissen. Hannoversche Blätter für Kunst, Literatur und Leben  (198): 45-65 1910.
- "Kants Auffassung des Humeschen  Problems" in Zeitschrift für Philosophie und philosophische Kritik 141: 176-209 1911.
- "Die obersten Regeln der Vernunftschlüsse  bei Kant" in Kant Studien 16: 214-233 1911.
- Zur Theorie des negativen Urteils. in Münchener  Philosophische Abhandlungen. Festschrift für Theodor Lipps.  Ed. A. Pfänder. Leipzig: J. A. Barth 1911. pp. 196-254
- "Die Überlegung: ihre ethische und  rechtliche Bedeutung I" in Zeitschrift für Philosophie und  philosophische Kritik 148: 181-196 1912.
- "Die Überlegung: ihre ethische und  rechtliche Bedeutung II" in Zeitschrift für Philosophie und  philosophische Kritik 149: 30-58 1913.
- "Die apriorischen Grundlagen des bürgerlichen  Rechtes" in Jahrbuch für Philosophie und phänomenologische Forschung  1: 685-847 1913, 2e onveranderde druk bij Felix Niemeyer te Halle, 1922 en in: "Zur Phänomenologie des Rechts. Die apriorischen Grundlagen des bürgerlichen Rechts" (met een voorwoord door Anna Reinach) München, Kösel, 1953.
- "Paul Natorps 'Allgemeine Psychologie  nach kritischer Methode'" in Göttingische gelehrte Anzeigen  4: 193-214 1914.

Volledige werken: Sämtliche Werke. Kritische Ausgabe  mit Kommentar (2 vol.) München: Philosophia Verlag 1989.
Eds. K. Schuhmann & B. Smith.